# 石井站 (德島縣)
石井站（日语：／ Ishii eki */?）是一位於日本德島縣名西郡石井町，隸屬於四國旅客鐵道（JR四國）的鐵路車站，車站編號為B05。本站停靠大部份特急列車及普通列車。

## 車站結構
設有側式月台2個，為2面2線的配置。1號月台為避線，停靠大部份上、下行列車；2號月台為主線，3班不停站的特急列車會在此通過，另外1班特急列車及部份普通列車則在交換列車時亦使用。設計上和牛島站相近，月台之間以有蓋行人天橋連接，位於向下浦站方向，2號月台上則另設有半輛車廂長度的有蓋候車亭及座椅，月台的有效長度為6輛。
在1號月台末端向下浦站方向的旁邊，設有原用作貨物列車停靠的側軌，現時用作保線路軌；而兩邊離站後均設有緊急路軌及轉轍器。

### 月台配置
| 月台 | 路線    | 方向 | 目的地             |
| ---- | ------- | ---- | ------------------ |
| 1、2 | ■德島線 | 下行 | 穴吹、阿波池田方向 |
| 1、2 | ■德島線 | 上行 | 佐古、德島方向     |

## 歷史
- 1899年2月16日：開業。
- 1987年4月1日: 日本國鐵分割民營化，車站的營運由JR四國繼承，同時昇格為正式車站。
- 2005年3月1日：加停特急列車。
- 2024年3月16日：終日無人化[2][1]。

## 利用狀況
| 乗車人員推移 | 乗車人員推移 |
| 年度         | 1日平均人數  |
| ------------ | ------------ |
| 1995         | 1121         |
| 1996         | 1093         |
| 1997         | 1035         |
| 1998         | 994          |
| 1999         | 990          |
| 2000         | 949          |
| 2001         | 926          |
| 2002         | 914          |
| 2003         | 891          |
| 2004         | 897          |
| 2005         | 930          |
| 2006         | 940          |
| 2007         | 952          |
| 2008         | 961          |
| 2009         | 920          |
| 2010         | 926          |

## 相鄰車站
※一部分停靠此站的特急「劍山」的相鄰停靠站參見列車條目。
四國旅客鐵道（JR四國）
■德島線
府中（B04）－石井（B05）－下浦（B06）

## 圖片集

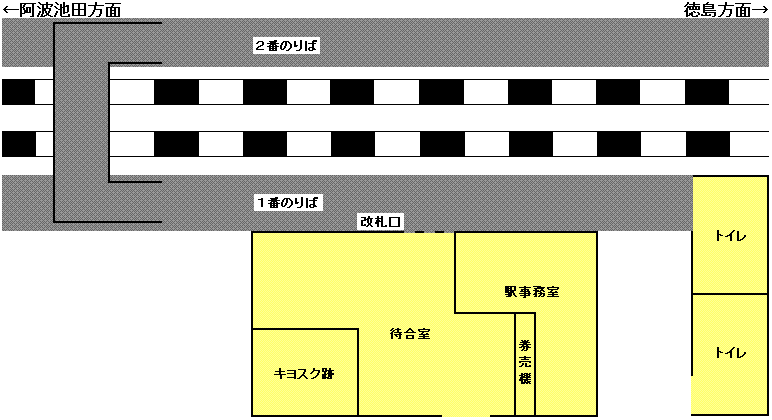
石井站車站站舍平面圖。
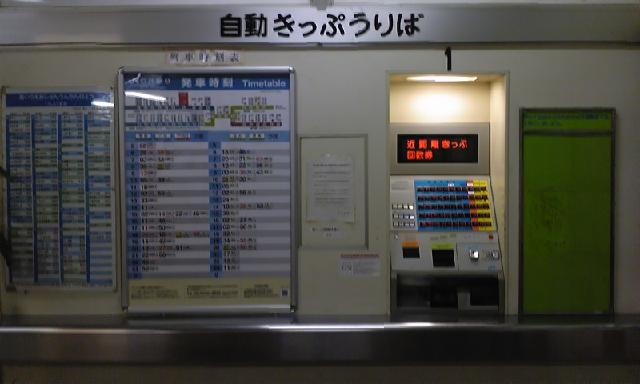
售票處的自動售票機及2009年度時間表。
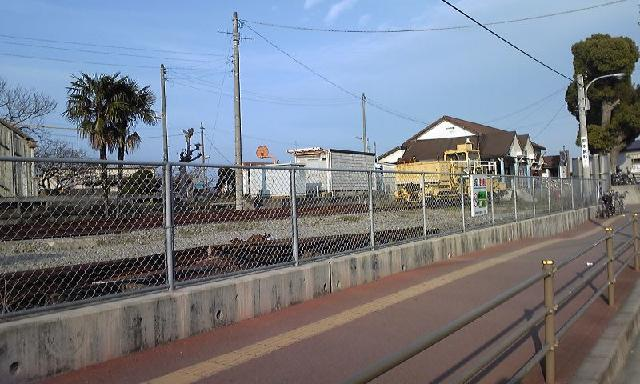
1號月台外的保線路軌。

## 外部連結
- JR四國石井站 （页面存档备份，存于）